# Памятник Элишке Красногорской
Памятник Элишке Красногорской — памятник, установленный в западной части Карловой площади напротив Чешского технического университета в столице Чехии г. Прага.
Открыт в честь Элишки Красногорской, чешской писательницы, поэтессы, драматурга, лидера чешского женского движения, в 1931 году. Автор памятника — скульптор Карла Вобишова-Жакова, за которую она была награждена премией Чехословацкой академии наук.
Памятник вырезан из цельного блока белого румынского мрамора. Статуя писательницы почти в натуральную величину изображена в гладком, ниспадающем до земли платье, с накидкой, повязанной на шее. В руках у неё бумажный свиток. На невысоком мраморном постаменте неправильной огранки рельефная надпись: ELIŠKA KRÁSNOHORSKÁ.
Памятник Элишке Красногорской является памятником культуры Чешской Республики, внесенным в Центральный список памятников культуры под регистрационным номером: 40068 / 1-1205.